# 亞塞拜然友好城市或姐妹城市列表

亞塞拜然地圖

本列表為有跟亞塞拜然城市結為友好城市（通常為歐洲城市）或姐妹城市（通常為其他地方的城市）的外國城市列表。

## B
巴庫
- 伊拉克巴士拉
- 法國波爾多
- 塞內加爾達喀爾
- 美國檀香山
- 美國休斯敦
- 土耳其伊茲密爾
- 沙烏地阿拉伯吉達
- 烏克蘭基輔
- 斯洛維尼亞卢布尔雅那[2]
- 俄羅斯莫斯科
- 義大利那不勒斯
- 南非比勒陀利亞
- 巴西里約熱內盧[3]
- 俄羅斯聖彼得堡
- 波赫塞拉耶佛
- 伊朗大不里士
- 喬治亞第比利斯[4]

## G
占賈
- 俄羅斯傑爾賓特
- 土耳其卡爾斯
- 喬治亞庫塔伊西
- 俄羅斯莫斯科
- 美國紐華克
- 捷克共和國奧洛穆茨州
- 土耳其奧爾杜
- 伊朗大不里士

凱達貝克
- 美國斯提沃特

蓋奧克恰伊
- 白俄羅斯利達
- 義大利瓦爾蒙托內

## I
伊斯梅爾雷
- 日本伊東市[9]
- 以色列比亞利克村[10]
- 白俄羅斯涅斯維日[11]

## L
連科蘭
- 美國蒙特瑞

## M
明蓋恰烏爾
- 以色列阿富拉
- 土耳其戈爾巴西（英语：Gölbaşı, Ankara）
- 土耳其卡赫拉曼馬拉什[14]
- 土耳其卡爾斯
- 土耳其奧爾漢加濟[15]
- 白俄羅斯波洛茨克

## N
納夫塔蘭
- 俄羅斯葉先圖基

納希切萬
- 喬治亞巴統[17]
- 白俄羅斯布列斯特[18]
- 保加利亞大特爾諾沃市[19]

## Q
哈薩克
- 土耳其博盧
- 立陶宛特拉凯区

## S
薩利揚
- 土耳其卡赫拉曼馬拉什

舍基
- 保加利亞加布羅沃
- 土耳其吉雷松
- 土耳其格伊尼克
- 土耳其拉普塞基
- 土耳其梅拉姆
- 白俄羅斯斯盧茨克
- 喬治亞泰拉維市鎮

沙馬基
- 土耳其厄德爾
- 以色列提拉特卡爾邁勒

沙魯爾
- 土耳其厄德爾

舒沙
- 土耳其開塞利[23]
- 哈薩克突厥斯坦[24]

蘇姆蓋特
- 哈薩克阿克套
- 波蘭比亚韦斯托克
- 土耳其傑伊漢
- 烏克蘭切爾卡瑟
- 土耳其凱西奧倫（英语：Keçiören）
- 德國路德維希港
- 白俄羅斯莫吉廖夫
- 俄羅斯涅溫諾梅斯克
- 中國衢州市
- 喬治亞魯斯塔維

## T
塔烏茲
- 法國干邑